# Erhard Jakobsen
Erhard Villiam Jakobsen, född 25 februari 1917 i Grene, död 11 mars 2002 i Bagsværd, var en dansk politiker. Han var grundare och partiledare för Centrum-Demokraterne 1974-1989, folketingsledamot 1953-1973 för Socialdemokratiet och 1974-1995 för Centrum-Demokraterne, europaparlamentariker 1973-1988 och 1989-1994 samt minister för ekonomisk samordning 1987-1988. Han var socialdemokratisk borgmästare för Gladsaxe kommun 1958-1974. Han är far till politikern och f.d. ministern Mimi Jakobsen.

## Biografi
Erhard Jakobsen var son till Benthine Camilla Jakobsen. Från späd ålder bodde han hos sina morföräldrar i Vinding utanför Vejle. Han flyttade tillsammans med mormodern till Egtved, där han gick i skolan. Han konfirmerades 1931 och flyttade därefter in hos modern, som sedan 1923 var gift med muraren Knud Christian Knudsen. Jakobsen hade enligt egen utsago ett gott förhållande till sin styvfar. Jakobsen tog studentexamen från Lyngby Statsskole 1936 och pol. kand. från Köpenhamns universitet 1946. Han arbetade därefter som sekreterare i Statens ligningsdirektorat till 1962.
Jakobsen blev engagerad socialdemokrat i samband med att Thorvald Stauning bildade regering 1929. Han var styrelseledamot i Danmarks Socialdemokratiske Ungdom (DSU) i Buddinge (1931-1939) samt styrelseledamot i den lokala partiorganisationen (1931-1939). Han var sedan ledamot i DSU:s förbundsstyrelse (1938-1943) och ordförande av partiets studentorganisation Frit Forum (1943-1951) som han själv var med om att upprätta. Han blev invald i Folketinget 1953 för Hvidovres valkrets och från 1958 var han även borgmästare i Gladsaxe kommun. Han strävade efter att göra det till en socialdemokratisk mönsterkommun med ett väl utbyggt välfärdssystem, bl.a. inom skolan, idrottsanläggningar och sociala institutioner. Finansieringen ordnades genom lån och höjda skatter och han blev en populär borgmästare. Som folketingsledamot tilldelades han få ordförandeskap, då han ofta ställde sig i opposition mot partiets vänsterfalang och senare mot det parlamentariska samarbetet med Socialistisk Folkeparti. Han opponerade sig starkt mot den nya generationen av socialdemokrater som valdes in 1968 och 1971 med Svend Auken, Karl Hjortnæs och Ritt Bjerregaard i förgrunden, samt mot partiledaren Anker Jørgensens mer vänstervridna partilinje. Han var en stark förespråkare för danskt medlemskap i Europeiska gemenskaperna (EG) och var bl.a. ordförande av Europabevægelsen i Danmark (1964-1973) och ledamot i Europarådet (1964-1970). 1973-1987 och 1988-1994 var han europaparlamentariker, där han bl.a. var vice ordförande i transportutskottet och ekonomiutskottet. Han var även en anhängare av Danmarks medlemskap i Nato och såg positivt på USA:s utrikes- och försvarspolitik, vilket visade sig i att han motsatte sig utrikesminister K.B. Andersens kritik av USA:s krigföring i Vietnam. Han var också motståndare av de afrikanska frihetsrörelserna, inte minst Nelson Mandela och ANC, och tog parti för apartheidregimen i Sydafrika.
Jakobsen bröt med Socialdemokratiet i november 1973 då han uteblev från en omröstning i Folketinget om skärpt beskattning för radhusägare. Detta gjorde att regeringen förlorade sitt parlamentariska flertal, förlorade omröstningen och resulterade i att statsminister Anker Jørgensen utlyste nyval i december samma år. Jakobsen bildade mittenpartiet Centrum-Demokraterne (CD) några dagar efter brytningen med partiet, som samlade många missnöjda socialdemokrater. Partiet ställde upp i valet i december 1973 och kom in med 7,8 % av rösterna, motsvarande 14 mandat. Samtidigt kom Fremskridtspartiet, Kristeligt Folkeparti, Danmarks Kommunistiske Parti och Retsforbundet in i Folketinget, vilket förändrade hela den politiska bilden i Danmark. Socialdemokratiet förlorade en tredjedel av sina mandat och förlorade därmed regeringsmakten. Jakobsen anses därmed, tillsammans med Mogens Glistrup, vara en av dem som stod bakom denna enorma förändring i dansk politik. Tillsammans med de borgerliga partierna i Folketinget stöttade Jakobsen och CD Venstres minoritetsregering 1973-1975.
Tillsammans med Asger Baunsbak-Jensen, Tove Nielsen och Kaj Burchardt var Jakobsen en av drivkrafterna bakom den s.k. indoktrineringsdebatten under 1970-talet, som riktade sig mot påstådd vänsterpolitisk propaganda inom både skolan och Danmarks Radio. Som en följd av detta upprättade Jakobsen föreningen Aktive lyttere og seere (ALS) 1976, som var en sorts konsumentförening som strävade efter att motverka ”socialistisk propaganda”. Jakobsen var själv ledamot i Radiorådet (1974-1976 och 1978-1984). Han var en av initiativtagarna till en samlad borgerlig opposition mot Socialdemokratiet och ”Erhards sofa” blev ett begrepp för det samarbete som uppstod mellan CD, Det Konservative Folkeparti, Venstre och Kristeligt Folkeparti, samt i viss mån Det Radikale Venstre och Fremskridtspartiet, och de politiska förhandlingar som ägde rum i Jakobsens bostad i Bagsværd. Denna borgerliga samling gjorde det möjligt att bilda en borgerlig minoritetsregering 1982. Jakobsen utsågs till minister för ekonomisk samordning 1987, men tvingades lämna befattningen i juni 1988 efter en regeringsombildning. Han avgick som partiledare för CD 1989 och efterträddes av dottern Mimi Jakobsen, men hade ett fortsatt stort inflytande i partiet till sin död 2002. Han fortsatte som folketingsledamot till 1995.
Jakobsen har skrivit memoarerna Politik blandt mennesker (1971) och Et opgør (1975).